# Brovst IF
Brovst IF er en lokal fodboldklub fra Brovst i Jammerbugt Kommune (Nordjylland), der blev stiftet i 1929. Klubben er drevet af lokale ildsjæle og sponsorer og omfatter både senior- og ungdomsholdoplevbrovst.dk. I seniorrækken deltager Brovst IF i et samarbejde med Øland/Halvrimmen IK under navnet BIF/ØHIK (https://www.dbujylland.dk)

## Liganiveau
Brovst IF’s førstehold spiller i 2025 i Serie 4 under DBU (https://www.Jyllanddbujylland.dk) Serie 4 er en af de lavere rækker i den jyske turneringsstruktur. Klubben har tidligere vekslet mellem Serie 3 og Serie 4 (tidligere rækker benævnt Serie 2, Serie 3 m.v.) i de regionale turneringer, men har endnu ikke nået det landsdækkende Danmarksserie-niveau.

## Hjemmebane og faciliteter
Sport & Kulturcenter Brovst, beliggende på Damengvej 2 i Brovst, er Brovst IF’s primære hjemmebane (nordicstadiums.com) Kompleksset omfatter klubbens klubhus og flere græsbaner, og stadion har plads til omkring 1.500 (tilskuerenordicstadiums.com) Udover Sport & Kulturcenter Brovst benytter klubben også Arentsminde Stadion på Røgildvej 17A i Brovst til (kampedbu.dk)

## Klubfarver og logo
Brovst IF’s klubfarver er sort og hvid. Hjemmedragten består af sort-hvid trøje, sorte shorts og sorte (strømperdbu.dk) Disse farver afspejles også i klubbens logo, som typisk viser initialerne “BIF” i en sort-hvid kombination (klubbens farver).

## Holdstruktur
Klubben har et bredt holdudbud for både seniorer og unge. Brovst IF stiller med flere herre- og damehold samt en lang række ungdomsholdoplevbrovst.dk. Ifølge DBU Jylland deltog Brovst IF i foråret 2025 fx med drengehold fra U9 til U16 samt et kvindehold (7-mands C3) dkdbujylland.dk. Senior-herrer spiller som nævnt sammen med Øland/Halvrimmen (BIF/ØHIK) i Serie 4 (dbujylland.dk)

## Meritter og kendte spillere
Brovst IF har primært spillet i de lokale serier. Klubben har haft individuelle toppræstationer, fx var Brovst IF-spilleren Peter Adamsen topscorer i Serie 5 i efteråret 2017 med 15 mål (dbujylland.dk) Flere profiler har rødder i Brovst IF: Nicolaj Ritter (senere AaB-spiller) begyndte sin ungdomskarriere i Brovst IF da.wikipedia.org, og den tidligere danske landsholdsspiller Cecilie B. Henriksen spillede også i Brovst IFs ungdom (1994–97) før skift til Fortuna Hjørring da.wikipedia.org.
Kilder: Oplysninger er indsamlet fra klubbens og DBU’s publikationer, herunder Brovst-bys Wikipedia-side [[Brovst#:~:text=[redigér|da.wikipedia.org]], DBU Jylland’s resultater og kampsiderdbujylland.dkdbujylland.dkdbujylland.dk samt lokal formidlingssideoplevbrovst.dk. Stadionoplysninger er bekræftet af Nordic Stadiums’ rapportnordicstadiums.comdbu.dk, og spillerehjemmesider indeholder referencer til klubtilknytning da.wikipedia.org da.wikipedia.org.